# Técnica de Krukenberg

Resultado da técnica de Krukenberg

A técnica de Krukenberg ou procedimento de Krukenberg é uma técnica cirúrgica que converte um coto do antebraço em uma pinça. Foi descrita pela primeira vez em 1917 pelo cirurgião do exército alemão Hermann Krukenberg. Permanece em uso hoje para certos casos especiais, mas é considerado controverso e alguns cirurgiões se recusam a realizá-lo.

## Procedure
O procedimento envolve a separação da ulna e rádio para abaixo do cotovelo amputaçãos, e em casos de ausência congênita da mão, para fornecer uma pinça preensão motorizada pelo músculo pronador redondo. Os pré-requisitos para a operação são um coto com mais de 10 cm de comprimento a partir da ponta do olecrano, sem contratura do cotovelo e bom preparo psicológico e aceitação.